# Nanzen-ji
Le Nanzen-ji (南禅寺) est un temple du bouddhisme zen situé à Kyōto au Japon. Il a été fondé en 1291 par l'empereur japonais Kameyama. Le Nanzen-ji est l'un des cinq grands temples zen de Kyōto. C'est aussi le quartier général de la branche Nanzen-ji, une des quatorze branches que compte l'école Rinzai .

## Galerie

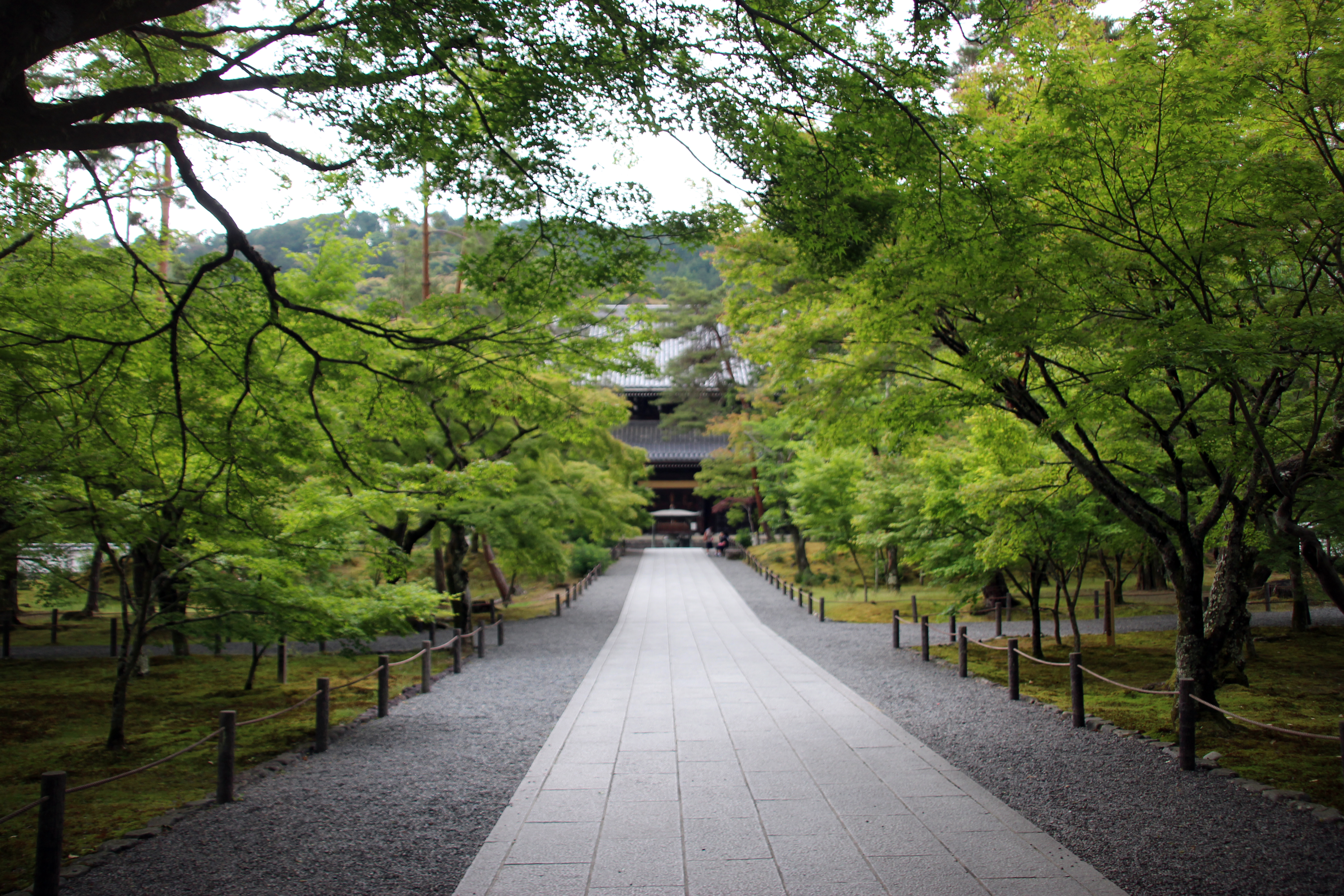
La grande allée jusqu'à la porte sanmon.
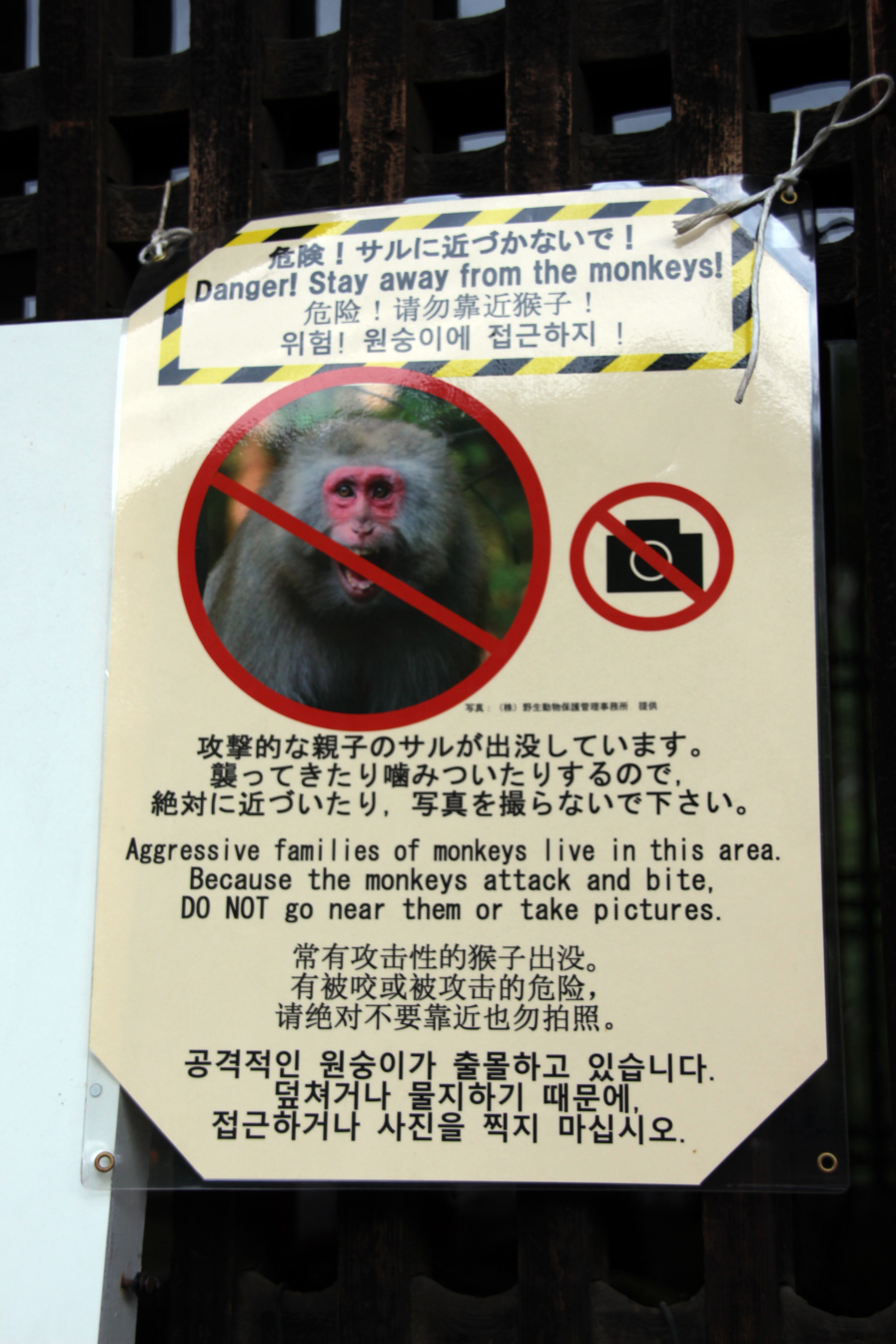
Avertissement sur la présence de singes agressifs.
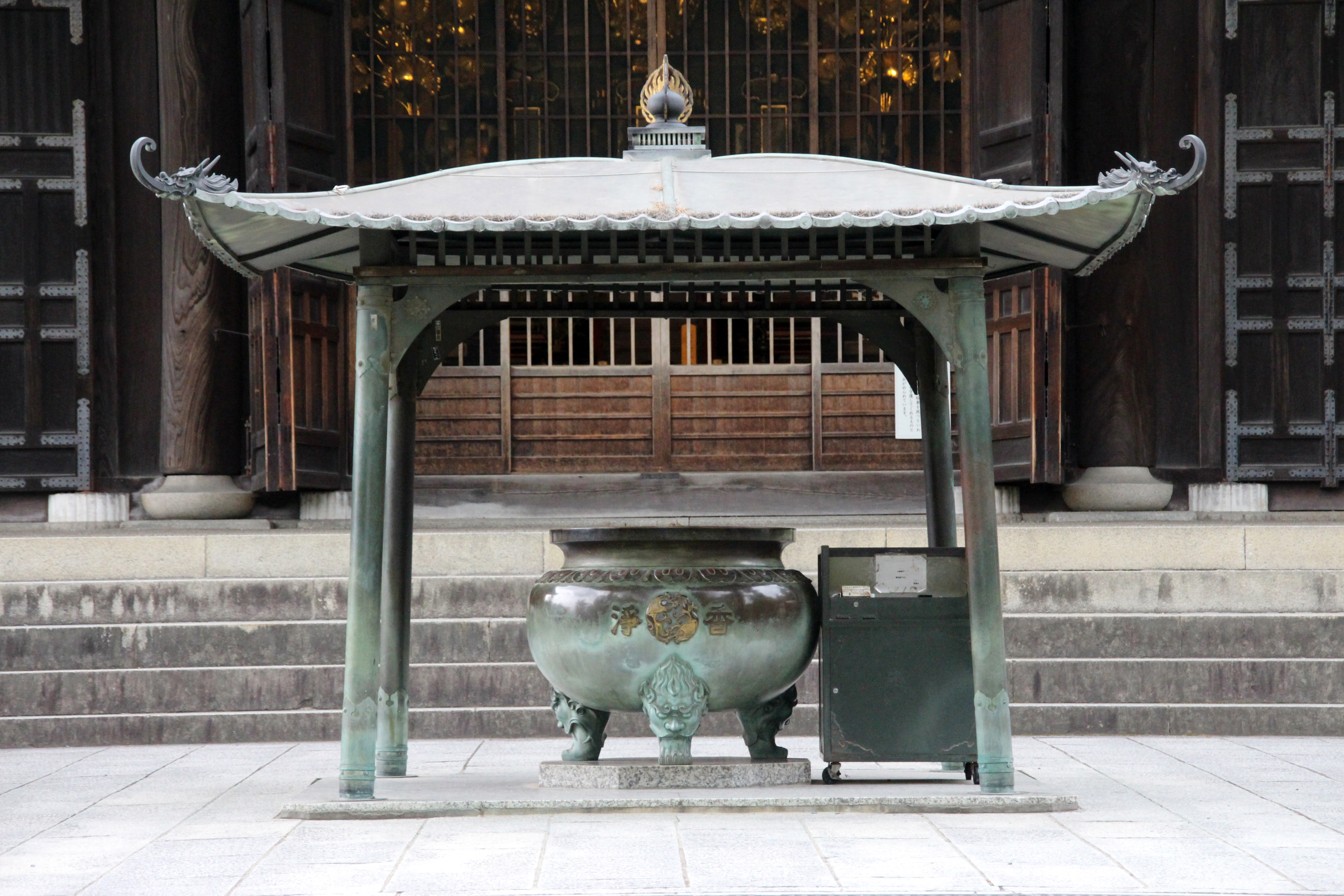
Encensoir devant le hatto.
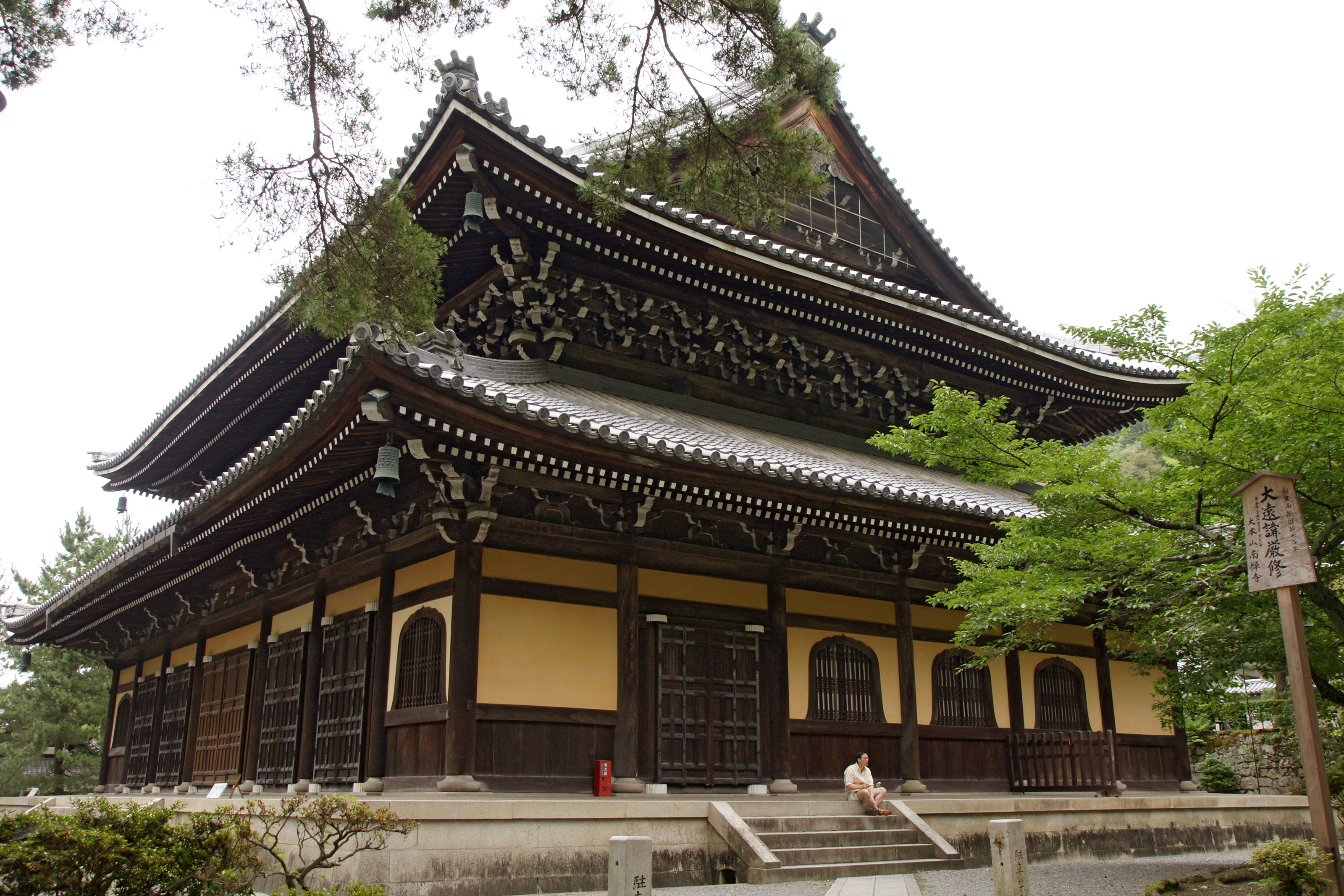
Le hatto.
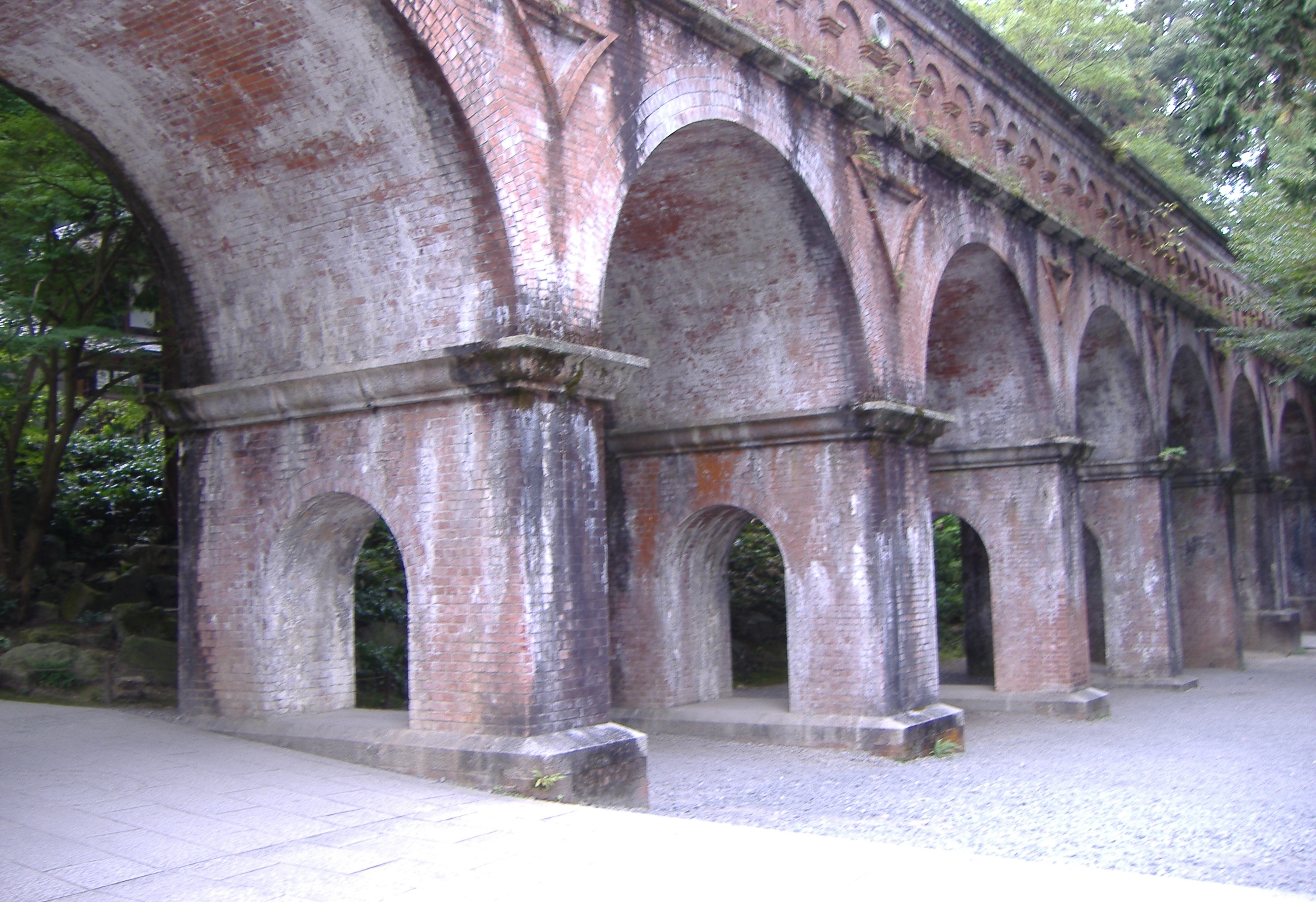
L'aqueduc.